# Te (kana)

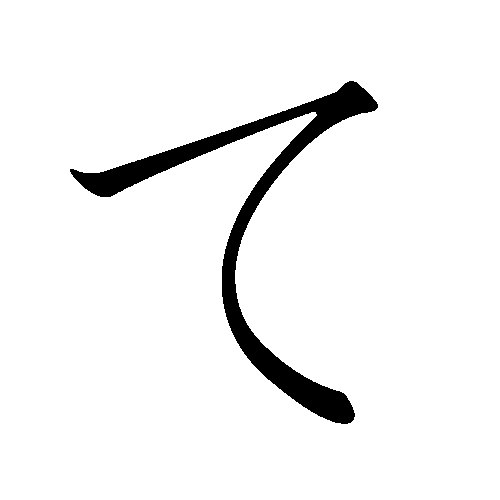
Te w hiraganie

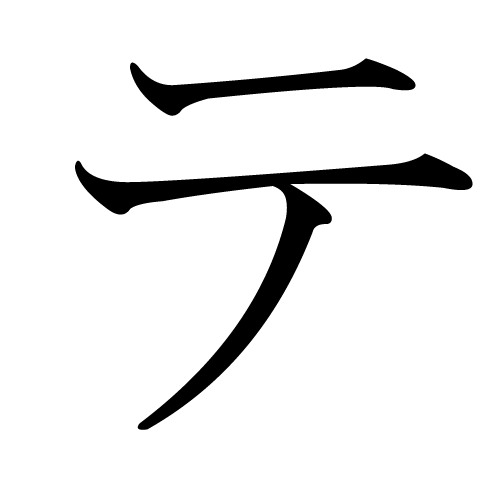
Te w katakanie

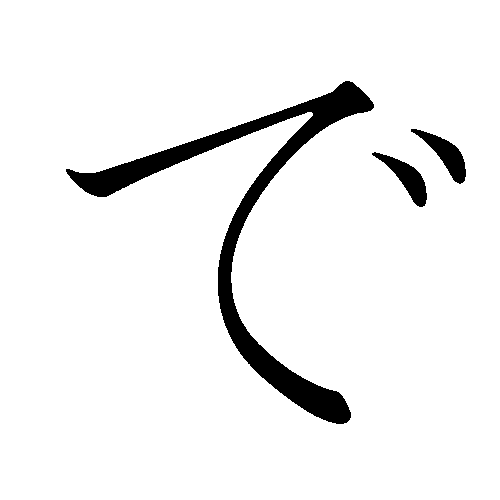
De w hiraganie

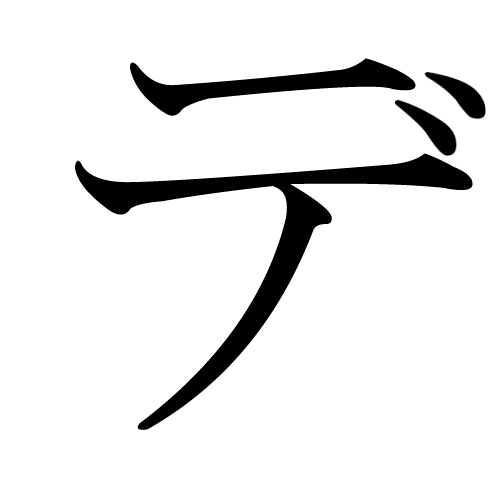
De w katakanie

Te – dziewiętnasty znak japońskich sylabariuszy hiragana (て) i katakana (テ). Reprezentuje on sylabę te. Pochodzi bezpośrednio od znaku 天 (obydwie wersje). Po dodaniu dakuten w obydwu wersjach znaku (で i デ) reprezentuje on sylabę de.
Znaki te/de w wersji z katakany mogą być używane do tworzenia sylab niewystępujących w czystej japońszczyźnie, a jedynie w zapisie wyrazów pochodzenia obcego (w katakanie), np. di (ディ). 
Znak de w wersji z hiragany używany jest w gramatyce japońskiej jako partykuła:
1. wskazująca miejsce akcji;
2. wyznaczająca ograniczony czas lub ograniczoną przestrzeń fizyczną;
3. wskazująca środek, sposób, materiał narzędzie itp.;
4. wskazująca przyczynę, powód;
5. wskazująca na pojedynczego lub zbiorowego wykonawcę czynności;
6. wskazująca ograniczony wymiar czasu, wartości, ilości itp.[1]